# Vileš
Vileš (italijansko Villesse, furlansko Vilès) je naselje in občina s 1.605 prebivalci v italijanski deželi Furlanija - Julijska krajina. 